# Pietro C. Marani
Pietro C. Marani est historien de l'art italien connu comme l’un des plus grands spécialistes du peintre de la Renaissance Léonard de Vinci.

## Biographie
Pietro C. Marani est né en 1952.
Il est professeur d'histoire de l'art moderne, d'histoire de l'art contemporain et professeur de muséologie italien à l'École polytechnique de Milan.
Historien de l'art, il est reconnu internationalement comme l’un des plus grands spécialistes de Léonard de Vinci. À ce titre, il est le commissaire d’une quinzaine de grandes expositions internationales et, en 1999, il assure la direction scientifique de la restauration de La Cène.
Il est l'auteur de nombreux volumes dont Léonard : une carrière de peintre paru en 1999.

## Publications
- Pietro Marani et Edoardo Villata (trad. de l'italien par Anne Guglielmetti), Léonard de Vinci : Une carrière de peintre [« Leonardo, una carriera di pittore »], Arles ; Milan, Actes Sud ; Motta, 1999, 383 p., 34 cm (ISBN 2-7427-2409-5).
- (it) Pietro.C.Marani et Pinin Brambilla, La cène de léonard de Vinci, Skira, Milan, 1999.